# OR51G2
OR51G2 (англ. Olfactory receptor family 51 subfamily G member 2) – білок, який кодується однойменним геном, розташованим у людей на короткому плечі 11-ї хромосоми. Довжина поліпептидного ланцюга білка становить 314 амінокислот, а молекулярна маса — 35 012.
| 10         |  | 20         |  | 30         |  | 40         |  | 50         |
| ---------- |  | ---------- |  | ---------- |  | ---------- |  | ---------- |
| MTLGSLGNSS |  | SSVSATFLLS |  | GIPGLERMHI |  | WISIPLCFMY |  | LVSIPGNCTI |
| LFIIKTERSL |  | HEPMYLFLSM |  | LALIDLGLSL |  | CTLPTVLGIF |  | WVGAREISHD |
| ACFAQLFFIH |  | CFSFLESSVL |  | LSMAFDRFVA |  | ICHPLHYVSI |  | LTNTVIGRIG |
| LVSLGRSVAL |  | IFPLPFMLKR |  | FPYCGSPVLS |  | HSYCLHQEVM |  | KLACADMKAN |
| SIYGMFVIVS |  | TVGIDSLLIL |  | FSYALILRTV |  | LSIASRAERF |  | KALNTCVSHI |
| CAVLLFYTPM |  | IGLSVIHRFG |  | KQAPHLVQVV |  | MGFMYLLFPP |  | VMNPIVYSVK |
| TKQIRDRVTH |  | AFCY       |  |            |  |            |  |            |

A: Аланін

C: Цистеїн

D: Аспарагінова кислота

E: Глутамінова кислота

F: Фенілаланін

G: Гліцин

H: Гістидин

I: Ізолейцин

K: Лізин

L: Лейцин

M: Метіонін

N: Аспарагін

P: Пролін

Q: Глутамін

R: Аргінін

S: Серин

T: Треонін

V: Валін

W: Триптофан

Кодований геном білок за функціями належить до рецепторів, g-білокспряжених рецепторів, білків внутрішньоклітинного сигналінгу. 
Локалізований у клітинній мембрані.